# Morgan Kneisky
Morgan Kneisky (Besançon, 31 de agosto de 1987) é um desportista francês que compete no ciclismo nas modalidades de pista, especialista nas provas de pontuação e madison, e rota.
Ganhou 8 medalhas no Campeonato Mundial de Ciclismo em Pista entre os anos 2009 e 2017, e 4 medalhas no Campeonato Europeu de Ciclismo em Pista entre os anos 2011 e 2016.

## Medalheiro internacional
| Campeonato Mundial | Campeonato Mundial         | Campeonato Mundial | Campeonato Mundial |
| Ano                | Lugar                      | Medalha            | Competição         |
| ------------------ | -------------------------- | ------------------ | ------------------ |
| 2009               | Pruszków ( Polónia)        | Medalha de ouro    | Scratch            |
| 2010               | Ballerup ( Dinamarca)      | Medalha de prata   | Madison            |
| 2011               | Apeldoorn ( Países Baixos) | Medalha de bronze  | Pontuação          |
| 2011               | Apeldoorn ( Países Baixos) | Medalha de bronze  | Scratch            |
| 2013               | Minsk ( Bielorrússia)      | Medalha de ouro    | Madison            |
| 2015               | Saint-Quentin ( França)    | Medalha de ouro    | Madison            |
| 2016               | Londres ( Reino Unido)     | Medalha de prata   | Madison            |
| 2017               | Hong Kong ( China)         | Medalha de ouro    | Madison            |
| Campeonato Europeu |                            |                    |                    |
| Ano                | Lugar                      | Medalha            | Competição         |
| 2011               | Apeldoorn ( Países Baixos) | Medalha de bronze  | Madison            |
| 2014               | Baie-Mahault ( França)     | Medalha de bronze  | Madison            |
| 2015               | Grenchen ( Suíça )         | Medalha de bronze  | Madison            |
| 2016               | Saint-Quentin ( França)    | Medalha de prata   | Madison            |

## Palmarés

### Pista
- 2009
- Campeonato do Mundo em Scratch
- Campeonato da França Scratch
- Campeonato da França em Madison (com Kévin Fouache)  
  - 3.º no Campeonato da França Perseguição por Equipas

- 2010
- Campeonato da França em pontuação 
  - 2.º no Campeonato do Mundo de Madison (com Christophe Riblon)

- 2011
  - 3.º no Campeonato do Mundo em Pontuação 
  - 3.º no Campeonato do Mundo em Scratch 
  - 3.º Campeonato da Europa em Madison  (com Vivien Brisse)

- 2013
- Campeonato da França em Madison (com  Julien Duval)
- Campeonato do Mundo em Madison   (com Vivien Brisse)

- 2014
  - 3.º no Campeonato da França em Madison 
  - 3.º no Campeonato da França em Scratch 
  - 3.º Campeonato da Europa em Madison  (com Vivien Brisse)

- 2015
- Campeonato do Mundo em Madison   (com Bryan Coquard)
  - 3.º Campeonato da Europa em Madison  (com Bryan Coquard)

- 2016
  - 2.º Campeonato do Mundo em Madison  (com Benjamin Thomas)
  - 2.º no Campeonato Europeu Madison em Madison  (com Benjamin Thomas)

### Estrada
- 2008
- Tour de Moselle, mais 1 etapa

- 2012
  - 1 etapa dos Boucles de la Mayenne

## Equipas
- Roubaix (2010-2013)
  - Roubaix-Dalkia (2010-2011)
  - Roubaix Lille Métropole (2012-2013)
- Team Raleigh (2014-2016)
  - Team Raleigh (2014)
  - Team Raleigh-GAC (2015-2016)
- Armée de terre (2017)
- Roubaix Lille Métropole (2018)
- FDJ continental[2] (2019-2020)